# Černvír
Černvír (en allemand : Tschernwir) est une commune du district de Brno-Campagne, dans la région de Moravie-du-Sud, en République tchèque. Sa population s'élevait à 151 habitants en 2020.

## Géographie
Černvír se trouve à 11 km au sud-est de Bystřice nad Pernštejnem, à 24 km à l'ouest-nord-ouest de Blansko, à 34 km au nord-nord-ouest de Brno et à 155 km à l'est-sud-est de Prague.
La commune est limitée par Nedvědice au nord, par Skorotice à l'est, par Doubravník à l'est et au sud, et par Sejřek à l'ouest.

## Histoire
La première mention écrite de la localité date de 1285.